# Corpus mensurabilis musicae
Il Corpus mensurabilis musicae (CMM) è un'edizione a stampa che raccoglie la maggior parte della musica vocale, sacra e profana, del tardo Medioevo e del Rinascimento nella storia della musica occidentale, con l'accento sulla centrale Scuola franco fiamminga ed i repertori italiani. Il CMM è una pubblicazione dell'American Institute of Musicology, e consiste in 109 serie (volumi singoli o gruppi di volumi) messi insieme a partire dal 2007. Celebri compositori le cui opere sono apparse in altre edizioni di raccolte, come Josquin des Prez, Giovanni Pierluigi da Palestrina e Orlando di Lasso, sono generalmente esclusi dall'opera.
Molte delle serie sono dedicate alle opere di un unico compositore, e in alcuni casi sono organizzate in sotto-volumi a causa delle loro dimensioni (per esempio, "Volume 1" contiene le opere di Guillaume Dufay, ma in realtà è costituito da 6 volumi separati, rilegati a parte, contenenti i mottetti, le messe, frammenti di messe, altra musica liturgica, canzoni e pezzi profani). Altre serie contengono antologie e contenuti di codici e manoscritti, documenti che solitamente riportavano le opere di molti compositori: ad esempio, la serie 46 contiene l'Old Hall Manuscript con composizioni dei primi anni del XV secolo in Inghilterra, e la serie 85 sei messe anonime sulla melodia l'homme armé provenienti da Napoli.
La maggior parte delle edizioni sono precedute da note biografiche e note sulle trascrizioni. Il lavoro è stato iniziato da Armen Carapetyan, che ha fondato l'American Institute of Musicology nel 1944. L'operazione sul CMM è iniziata nel 1947, e continua fino ai giorni nostri, con i volumi continuamente aggiornati e ristampati. L'editor attuale è Frank D'Accone.
Altre pubblicazioni correlate dell'American Institute of Musicology comprendono il Corpus of Early Keyboard Music (CEKM), il Corpus scriptorum de musica (CSM), contenente le edizioni degli scritti di musica dei teorici musicali antichi, e il musica disciplina (MD), che pubblica delle opere scientifiche attuali sulla musica antica.